# Clay Shirky
Clay Shirky (Columbia, 1964) è un saggista statunitense.

## Biografia
Docente alla New York University, i suoi corsi e i suoi scritti trattano, tra le altre cose, degli effetti interdipendenti delle topologia dei social network e delle reti tecnologiche, e dei modi in cui le nuove forme di comunicazione influenzano la cultura e viceversa.
Dal 1996, ha scritto numerose opere relative al mondo di Internet; i suoi scritti sono stati pubblicati da Business 2.0, New York Times, Wall Street Journal, Harvard Business Review e Wired.
Shirky si divide tra consulenza, insegnamento, e scrittura sugli effetti sociali ed economici delle tecnologie, in particolar modo di Internet. La sua attività di consulenza si concentra sull'affermazione di tecnologie decentralizzate, come il Peer-to-peer, il Web service e le reti wireless che mettono a disposizione alternative all'infrastruttura cablata di tipo client-server che caratterizza il World Wide Web.

## Critiche all'ottimismo tecnologico di Shirky
Il sociologo bielorusso Evgenij Morozov, nel suo The Net Delusion: The Dark Side of Internet Freedom (2011), ha definito il saggio Here Comes Everybody, edito da Shirky del 2008, sorta di summa di quella linea di pensiero mainstream che propugna una comune visione ottimistica e trionfalistica delle potenzialità democratizzanti e anti-totalitaristiche di Internet. Morozov etichetta sotto la definizione di "cyber-ottimismo" l'intera "filosofia" espressa da tale "scuola", alla quale egli accosta le visioni di altre eminenti personalità del dibattito contemporaneo su nuove tecnologia e nuovi media, come Ethan Zuckerman, Yochai Benkler, Jeff Jarvis. L'adesione generalizzata all'inclinazione cyber-ottimista, secondo Morozov, conduce a un approccio di glorificazione assolutistica della Rete, che non permetterebbe di metterne a fuoco potenziali aspetti critici: enfatizzando le attese liberatorie in essa riposte, tale atteggiamento offuscherebbe la problematicità dei nodi geopolitici che sottostanno al suo funzionamento e impedirebbe di cogliere il lato più oscuro di Internet.

## Opere
- Clay Shirky, The Internet by E-mail, Emeryville, CA, Ziff-Davis Press, 1994, ISBN 1-56276-240-0.
- Clay Shirky, Voices from the Net, Emeryville, CA, Ziff-Davis Press, 1995, ISBN 1-56276-303-2.
- Dale Dougherty; Lucas Gonze; Kelly Truelove; Clay Shirky; Rael Dornfest; Madeline Schnapp, 2001 P2P networking overview: the emergent P2P platform of presence, identity, and edge resources, Sebastopol, O'Reilly, 2001, ISBN 0-596-00185-1.
- Clay Shirky, Planning for Web Services: Obstacles and Opportunities, Sebastopol, O'Reilly, 2002, ISBN 0-596-00364-1.
- Clay Shirky, A group is its own worst enemy; Group as user: flaming and the design of social software, in Joel Spolsky (a cura di), The best software writing I, Berkeley, Apress, 2005, ISBN 1-59059-500-9. (Trad. it.  Clay Shirky, Un gruppo è il peggior nemico di se stesso; Gruppi di utenti: il Flaming e la progettazione del software sociale, in Joel Spolsky (a cura di), A proposito di software: i migliori articoli selezionati e introdotti da Joel Spolsky, Milano, Mondadori, 2006, ISBN 88-6114-012-2.)
- Clay Shirky, Here comes everybody: the power of organizing without organizations, New York, The Penguin Press, 2008, ISBN 978-0-7139-9989-1. (Trad. it.  Clay Shirky, Uno per uno, tutti per tutti: il potere di organizzare senza organizzazione, Torino, Codice, 2009, ISBN 978-88-7578-124-8.)
- Clay Shirky, Cognitive surplus: creativity and generosity in a connected age, New York, The Penguin Press, 2010, ISBN 978-1-59420-253-7. (Trad. it.  Clay Shirky, Surplus cognitivo: creatività e generosità nell'era digitale, Torino, Codice, 2010, ISBN 978-88-7578-168-2.)